# Вилхелм II граф фон Нойенар
Вилхелм II фон Нойенар (на немски: Wilhelm II von Neuenahr; † 1327/ пр. 13 август 1336) е граф на Графство Нойенар (1307 – 1327).

## Произход
Той е син на граф Вилхелм I фон Нойенар († сл. 1307) и съпругата му Беатрикс фон Грайфенщайн-Ландскрон?, дъщеря на Крафто фон Грайфенщайн († 1281) и фон Вестербург († сл. 1270), дъщеря на Зигфрид IV фон Рункел-Вестербург († 1266) и фон Диц. Сестра му Хедвиг фон Нойенар († сл. 1331) се омъжва пр. 14 август 1304 г. за Дитрих I фон Изенбург-Гренцау († 1334)
Замъкът Нойенар в Нойенар в долината Артал, в Северен Рейнланд-Пфалц е построен ок. 1225 г. от графовете на Нойенар, клон на фамилията Аре-Хохщаден-Нюрбург.

## Фамилия
Вилхелм II фон Нойенар се жени за Понцета фон Райфершайд († сл. 1337), внучка на Йохан I фон Райфершайд-Бедбург († 1254), дъщеря на Йохан II фон Райфершайд-Бедбург, майор на Кьолн († 1317) и Кунигунда фон Вирнебург († 1328), дъщеря на граф Хайнрих I фон Вирнебург († сл. 1298) и Понцета фон Оберщайн († 1311). Те имат един син:
- Вилхелм III фон Нойенар († 11 февруари 1353/1363), женен за Йохана фон Елсло († сл. 1377), родители на:
  - Катарина фон Нойенар († сл. 1393), наследничка, омъжена на 21 декември 1353 г. за граф Йохан III фон Зафенберг-Нойенар († сл. 1397)